# Светила (роман)
«Светила» (англ. The Luminaries) — второй роман Элеоноры Каттон, опубликованный в августе 2013 года. 15 октября роман был объявлен победителем «Букеровской премии 2013» и стал самой длинной книгой-победителем (на 842 страницы), а Каттон — самым молодым автором (в возрасте 28 лет), когда-либо получавшим награду.

## Сюжет
Действие романа происходит в 1866 году в Новой Зеландии, в расположенном на Южном острове городке Хокитика, в эпоху «золотой лихорадки» (1861—1869). Целая вереница людей оказывается вовлеченной в цепь таинственных событий, связанных с гибелью одинокого старателя, в хижине которого неожиданно был обнаружен золотой клад.
Особенностью романа является символическое соответствие персонажей Знакам Зодиака и планетам, используемым в астрологии.

## Экранизации
В 2020 году на экраны вышел одноимённый мини-сериал от BBC.